# Bakker Bart
Bakker Bart is een Nederlandse franchiseketen van broodjeszaken opgericht door Bart van Elsland. Bakker Bart heeft begin 2012 189 vestigingen en is daarmee de grootste bakkerijketen van Nederland.
De broodproducten worden in twee fases bereid: de diepgevroren halffabricaten worden afgenomen van producent Grand Duet in Beuningen en in de winkel gerezen en gebakken.

## Geschiedenis
De eerste Bakker Bart werd in 1977 te Nijmegen geopend in het winkelcentrum van Dukenburg. In 1999 verkocht Marcel Boekhoorn de keten Bakker Bart Food Group aan de Duitse bakkerijketen Kamps. Investeringsmaatschappij  Gilde Equity Management (GEM) nam in 2005 Bakker Bart over van Barilla Holding, die inmiddels eigenaar was van Kamps.
In de zomer van 2013 verschenen er berichten in de media dat er een conflict gaande was tussen franchisenemers en het hoofdkantoor. Zo zou het hoofdkantoor te hoge kosten voor diensten doorberekenen aan de franchisenemers, waardoor verschillende van hen failliet gingen of dreigden te gaan. In februari 2014 besteedde het tv-programma Zembla een uitzending aan het conflict. Daarin werd onder andere geconstateerd dat franchisehouders verplicht deeg moeten afnemen dat door het moederbedrijf tegelijkertijd tegen een veel lagere prijs aan een concurrent wordt geleverd.
Op 22 juli 2019 maakte Bakker Bart bekend samen te gaan met Bakerstreet, een winkelketen die broodjes verkoopt op tankstations in Nederland en België, in zelfstandige filialen en als instore-vestiging in de Praxis. In de nieuwe holding Vital Food Group B.V. blijven beide merknamen naast elkaar bestaan.